# کارکو، کوئینزلند
کارکو (به انگلیسی: Cracow) یک شهرک در استرالیا است که در کوئینزلند واقع شده‌است.